# Ole Edgren
Ole Christian Edgren (né le 12 mai 1898 à Jyväskylä, décédé le 18 février 1962 à Turku) est un chef d'orchestre et compositeur finlandais.

## Biographie
Il a étudié le violon, la direction d'orchestre et la composition à Helsinki, puis au Conservatoire Stern de Berlin. Dans les années 1924-1929, il a travaillé en Allemagne. Dans les années 1929-1937, il a joué de l'alto dans l'un des orchestres d'Helsinki. En 1937-1941, il a dirigé l'orchestre de la ville de Pori. Il est surtout connu comme le chef de l'Orchestre philharmonique de Turku de 1941 jusqu'à la fin de sa vie.
Il a été directeur de l'orchestre de la ville de Pori de 1937 à 1941 et chef de l'Orchestre philharmonique de Turku depuis 1941 jusqu'à sa mort. Il a également dirigé à l'étranger. 
Il est l'auteur d'ouvertures orchestrales, de musique de chambre et de piano.